# Calostilbella calostilbe
Calostilbella calostilbe är en svampart som beskrevs av Höhn. 1919. Calostilbella calostilbe ingår i släktet Calostilbella och familjen Nectriaceae.   Inga underarter finns listade i Catalogue of Life.